# OR3A3
OR3A3 (англ. Olfactory receptor family 3 subfamily A member 3) – білок, який кодується однойменним геном, розташованим у людей на короткому плечі 17-ї хромосоми. Довжина поліпептидного ланцюга білка становить 321 амінокислот, а молекулярна маса — 34 963.
| 10         |  | 20         |  | 30         |  | 40         |  | 50         |
| ---------- |  | ---------- |  | ---------- |  | ---------- |  | ---------- |
| MSLQKLMEPE |  | AGTNRTAVAE |  | FILLGLVQTE |  | EMQPVVFVLL |  | LFAYLVTTGG |
| NLSILAAVLV |  | EPKLHAPMYF |  | FLGNLSVLDV |  | GCITVTVPAM |  | LGRLLSHKST |
| ISYDACLSQL |  | FFFHLLAGMD |  | CFLLTAMAYD |  | RLLAICQPLT |  | YSTRMSQTVQ |
| RMLVAASWAC |  | AFTNALTHTV |  | AMSTLNFCGP |  | NEVNHFYCDL |  | PQLFQLSCSS |
| TQLNELLLFV |  | AAAFMAVAPL |  | VFISVSYAHV |  | VAAVLQIRSA |  | EGRKKAFSTC |
| GSHLTVVGIF |  | YGTGVFSYMR |  | LGSVESSDKD |  | KGVGVFMTVI |  | NPMLNPLIYS |
| LRNTDVQGAL |  | CQLLVGKRSL |  | T          |  |            |  |            |

A: Аланін

C: Цистеїн

D: Аспарагінова кислота

E: Глутамінова кислота

F: Фенілаланін

G: Гліцин

H: Гістидин

I: Ізолейцин

K: Лізин

L: Лейцин

M: Метіонін

N: Аспарагін

P: Пролін

Q: Глутамін

R: Аргінін

S: Серин

T: Треонін

V: Валін

W: Триптофан

Кодований геном білок за функціями належить до рецепторів, g-білокспряжених рецепторів, білків внутрішньоклітинного сигналінгу. 
Локалізований у клітинній мембрані.